# 24155 Serganov
24155 Serganov là một tiểu hành tinh vành đai chính với chu kỳ quỹ đạo là 1231.1889715 ngày (3.37 năm).
Nó được phát hiện ngày 15 tháng 11 năm 1999.